# Rikk Agnew

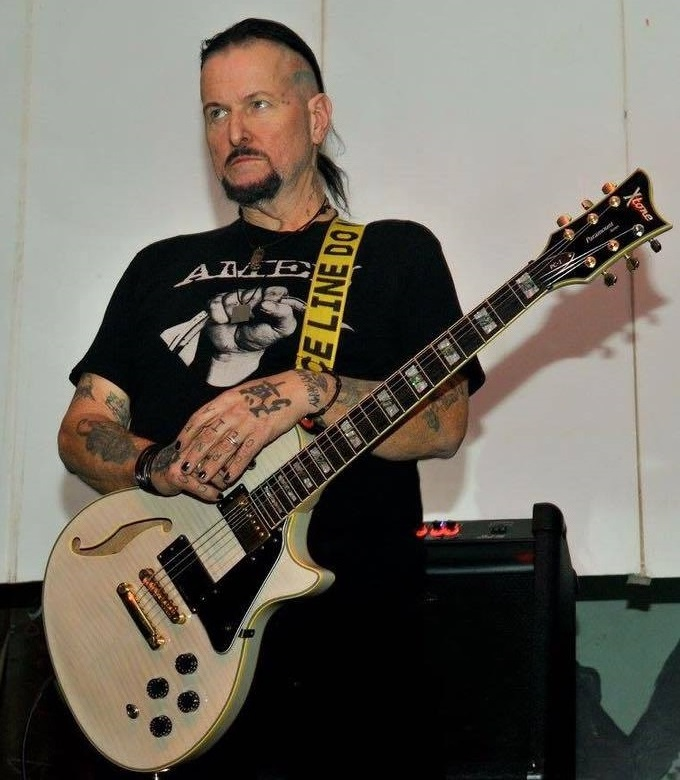
Rikk Agnew (2015)

Richard Francis „Rikk“ Agnew (* 9. Dezember 1958 in Newport Beach) ist ein US-amerikanischer Musiker. Bekannt wurde er als Gitarrist der kalifornischen Bands Adolescents und Christian Death.

## Frühe Jahre
Richard Francis Agnew wurde am 9. Dezember 1958 in Newport Beach, einem südlichen Vorort von Los Angeles, als Sohn von Sam und Leah Agnew geboren. Sein Vater ist irischer, seine Mutter mexikanischer Abstammung. Sein Vater starb, als Richard noch in den Kindergarten ging. Er hat zwei Brüder, Frank und Alfie, die ebenfalls als Musiker tätig sind, und eine ältere Schwester. Letztere spielte Richard oft ihre Lieblingsmusik vor, darunter The Doors, und Jim Morrison und Jimi Hendrix wurden zu seinen Idolen. Die Agnew-Brüder wuchsen in einem Arbeiterviertel auf, erlernten früh Instrumente und kamen über die Ramones und The Damned zum Punk.

## Karriere
Der Musikjournalist Steven Blush führt die Formierung der Hardcore-Szene im Orange County auf die kurzlebige Band The Detours zurück, die 1978 von Casey Royer und Rikk Agnew in La Habra gegründet wurde. Agnew wohnte zu diesem Zeitpunkt mit seiner Familie in Fullerton. 1979 gehörte Agnew zusammen mit seinem Bruder Frank zu den Gründungsmitgliedern von Social Distortion. Zu diesem Zeitpunkt spielte Rikk Agnew Bass, sein Bruder Gitarre. Als Social-Distortion-Sänger Mike Ness die Besetzung der Band gegen den Willen seiner Kollegen umbauen wollte, verließen die Agnew-Brüder die Band. Frank Agnew gründete 1980 die Adolescents, und nachdem deren Gründungsgitarrist John O’Donovan die Gruppe noch im selben Jahr verlassen hatte, trat auch Rikk Agnew, dessen Spitzname zu dieser Zeit „General Hospital“ war, der Band zunächst als Schlagzeuger bei. Nachdem er dort beim Proben mehrfach geliehenes Schlagzeugzubehör zerstört hatte, wurde er an die Gitarre komplimentiert, während sein alter Freund Royer für den Schlagzeug-Part rekrutiert wurde. Mit den Adolescents spielte Agnew deren erstes, selbstbetiteltes Album ein, für das er sechs Titel schrieb. Nach Spannungen zwischen den Mitgliedern wurde Agnew 1981 aus der Band geworfen, die sich kurz darauf auflöste. Agnew veröffentlichte daraufhin ein Soloalbum mit Titeln, die er ursprünglich für das nächste Adolescents-Album geschrieben hatte, und trat wenig später der Rockband Christian Death bei. Auch diese zerstritt sich nach dem ersten Album, bei dem Agnew an sieben Titeln mitgeschrieben hatte, und er verließ die Band 1982. Von 1983 bis 1987 war er zunächst als Schlagzeuger, dann als Gitarrist bei D.I. tätig, bei denen auch sein Bruder Alfie spielte. Mit den Agnew-Brüdern spielten D.I. zwei Alben ein.
1986, noch während seiner Zeit bei D.I., reformierte Agnew die Adolescents; 1987 verließ er D.I. Diesmal hielt die Besetzung bis 1989, dabei entstanden zwei Alben. Anschließend war Agnew wieder als Solomusiker tätig, wobei er 1990 sein auf Triple X Records veröffentlichtes Album Emotional Vomit auch im Rahmen einer Europa-Tournee darbot. 1991 steuerte er gemeinsam mit seinen Brüdern Frank und Alfie als „The Agnews“ ein Stück zum Ramones-Tributealbum Gabba Gabba Hey auf Triple X Records bei. 1992 spielte er mit ADZ, der neuen Band seiner ehemaligen Adolescents-Kollegen Anthony „Reflex“ Brandenburg und Casey Royer, ein Album ein.
1983 hatte Agnew mit seiner damaligen Band D.I. einen Auftritt im Film Suburbia der US-amerikanischen Regisseurin Penelope Spheeris. 2010 und 2011 trat er als Schauspieler in vier Folgen der Internet-Videoserie Oblivion auf. Im Rahmen seiner Mitgliedschaft in diversen kalifornischen Punk- und Hardcorebands wird er in mehreren Filmdokumentationen porträtiert. Neben seiner Tätigkeit als Musiker ist er auch als Maler und Bildhauer tätig und veröffentlichte zwei Kinderbücher.

## Privates
Agnew war über den Großteil seiner Karriere hinweg alkohol- und drogenabhängig und ernährte sich ungesund. 2010 erlitt er in Folge seines Lebenswandels bei einem Gewicht von knapp 160 Kilogramm einen Nabelbruch, der ihn fast das Leben kostete. Nach einem kalten Entzug stellte er sowohl den Alkohol- als auch den Drogenkonsum ein.
Agnew ist mit der Musikerin Gitane Demone verheiratet, die er während ihrer gemeinsamen Zeit bei Christian Death kennenlernte. Beide brachten je eine Tochter aus früheren Beziehungen in die Ehe ein.

## Stil und Rezeption
AllMusic führt Agnew als „einen der besten Gitarristen der südkalifornischen Hardcoreszene“. Laut Adolescents-Bassist Steve Soto war Agnew zeitweise als „Brian Wilson des Punk“ bekannt. Das kalifornische Kulturmagazin OC Weekly stellte heraus, dass Agnew trotz allem Talent auch für seine Wutausbrüche und Eskapaden bekannt sei, die insbesondere seine Punk-Zeit dominiert hätten. Die Los Angeles Times bezeichnete Agnew als einen der Auslöser der ersten Welle der Punkrock-Szene im Orange County.

## Diskografie (Auszug)
Solo
- 1982: All By Myself (Frontier Records)
- 1992: Turtle (Triple X Records)

als Rikk Agnew's Yard Sale
- 1990: Emotional Vomit (Triple X Records)

als Rikk Agnew Band
- 2016: Learn. (Frontier Records)

mit Adolescents
- 1981: Adolescents (Frontier Records)
- 1986: Brats in Battalions (S.O.S. Records)
- 1988: Balboa Fun Zone (Triple X Records)

mit ADZ
- 1992: Where Were You? (Lethal Records)

mit Christian Death
- 1982: Only Theatre of Pain (Frontier Records)
- 1984: Deathwish (L’Invitation Au Suicide)

mit D.I.
- 1985: Ancient Artifacts (Reject Records)
- 1986: Horse Bites, Dog Cries (Reject Records)
- 1986: Team Goon (Triple X Records)

mit Voodoo Church
- 2009: Eminence of Demons (Strobelight Records)

## Werk
- Daddy Where do Strippers Come From? Selbstverlag, 2015, ISBN 978-1-5117-8228-9.
- Daddy Where Does 420 Come From? Selbstverlag, 2016, ISBN 978-1-5394-2478-9.